# Chaenomugil proboscideus
Chaenomugil proboscideus е вид лъчеперка от семейство Mugilidae. Видът не е застрашен от изчезване.

## Разпространение и местообитание
Разпространен е в Гватемала, Еквадор, Колумбия, Коста Рика, Мексико, Никарагуа, Панама, Перу, Салвадор и Хондурас.
Обитава крайбрежията и пясъчните и скалисти дъна на сладководни басейни, морета, заливи и рифове в райони с тропически и субтропичен климат. Среща се на дълбочина от 0,1 до 8 m, при температура на водата около 21,3 °C и соленост 34,2 ‰.

## Описание
На дължина достигат до 22 cm.